# SingStar Boybands VS Girlbands
SingStar Boybands VS Girlbands es un nuevo título en la saga SingStar), tratándose de la 14.ª versión que se lanza en el país anglosajón. En España en su lugar se lanzó SingStar Clásicos; aunque existen casos particulares como el de Italia , en el que también estará disponible este título como otra versión regionalizada: SingStar Italian Greatest Hits
Esta versión está dedicada a grupos o bandas de pop y otros géneros similares, de chicos y chicas, más conocidas como boybands y girlbands, respectivamente. La lista se compone de 30 temas, en la que 15 temas son pertenecientes a boybands y los otros 15 a girlbands. Algunas de ellas se cantan con la nueva función dueto armónico. Esta función se aprecia cuando se da el caso en el que en una misma línea de tonos, cada jugador, la canta en un tono diferente y/o letras diferentes.
Esta versión de SingStar está diseñada con la misma apariencia que SingStar Canciones Disney, que a su vez es la misma que adopta la versión del juego para el sistema PS3 en los duetos. En esta versión, las letras y el pentagrama de tonos de cada jugador aparece en la parte superior o inferior de la pantalla, en función de si es el Jugador 1 o Jugador 2. De esta manera el juego será más fácil al estar tanto la línea de tonos y letras cerca.
En anteriores títulos, las letras solo aparecían en la parte inferior, indistintamente de que jugador cantara; entonces no existían los duetos armónicos. Las puntuación de cada jugador aparecerá ahora al final de su línea de tonos.

## SingStar Boybands VS GirlbandsLista de canciones
| SingStar Boybands VS Girlbands |                            |
| BoyzIIMen                      | "I'll Make Love To You"    |
| Boyzone                        | "Love Me For A Reason"     |
| Bros                           | "I Owe You Nothing"        |
| Busted                         | "Air Hostess"              |
| Busted                         | "What I Go To School For"  |
| East 17                        | "Rain"                     |
| East 17                        | "Stay Another Day"         |
| Five                           | "Everybody Get Up"         |
| Five                           | "Keep On Movin"            |
| Hanson                         | "MmmBop"                   |
| McFly                          | "5 Colours In Her Hair"    |
| McFly                          | "All About You"            |
| New Edition                    | "Candy Girl"               |
| Westlife                       | "Flying Without Wings"     |
| Westlife                       | "Swear It Again"           |
| Bananarama                     | "Cruel Summer"             |
| Bananarama                     | "Love In The First Degree" |
| The Bangles                    | "Eternal Flame"            |
| En Vogue                       | "Free Your Mind"           |
| Girls Aloud                    | "The Show"                 |
| Jade                           | "Don't Walk Away"          |
| Mel and Kim                    | "Showing Out"              |
| Misteeq                        | "One Night Stand"          |
| Pussycat Dolls                 | "Stickwitu"                |
| The Shangri Las                | "Leader Of The Pack"       |
| Sister Sledge                  | "He's The Greatest Dancer" |
| Spice Girls                    | "Say You'll Be There"      |
| Sugababes                      | "About You Now"            |
| The Supremes                   | "Stop In The Name Of Love" |
| Wilson Phillips                | "Hold On"                  |

- En Vogue - Free Your Mind ya fue incluida en la versión americana de SingStar '90s.